# Czubajeczka winna
Czubajeczka winna (Lepiota fuscovinacea F.H. Møller & J.E. Lange) – gatunek grzybów z rodziny pieczarkowatych (Agaricaceae).

## Systematyka i nazewnictwo
Pozycja w klasyfikacji według Index Fungorum: Lepiota, Agaricaceae, Agaricales, Agaricomycetidae, Agaricomycetes, Agaricomycotina, Basidiomycota, Fungi.
Nazwę polską zaproponował Władysław Wojewoda w 2003 r.

## Występowanie i siedlisko
Na terenie Polski do 2003 r. w piśmiennictwie naukowym podano tylko jedno stanowisko – Stanisław Domański, sierpień 1997 r. Czubajeczka rosła na ziemi, w lesie, przy Drodze pod Reglami w Zakopanem. Nowsze stanowiska podaje internetowy atlas grzybów. Jest w nim zaliczona do grzybów chronionych i zagrożonych. Rozprzestrzenienie tego gatunku i jego zagrożenie w Polsce nie są znane. Znajduje się na listach gatunków zagrożonych w Niemczech, Danii, Litwie, Norwegii, Holandii, Szwecji i Finlandii.

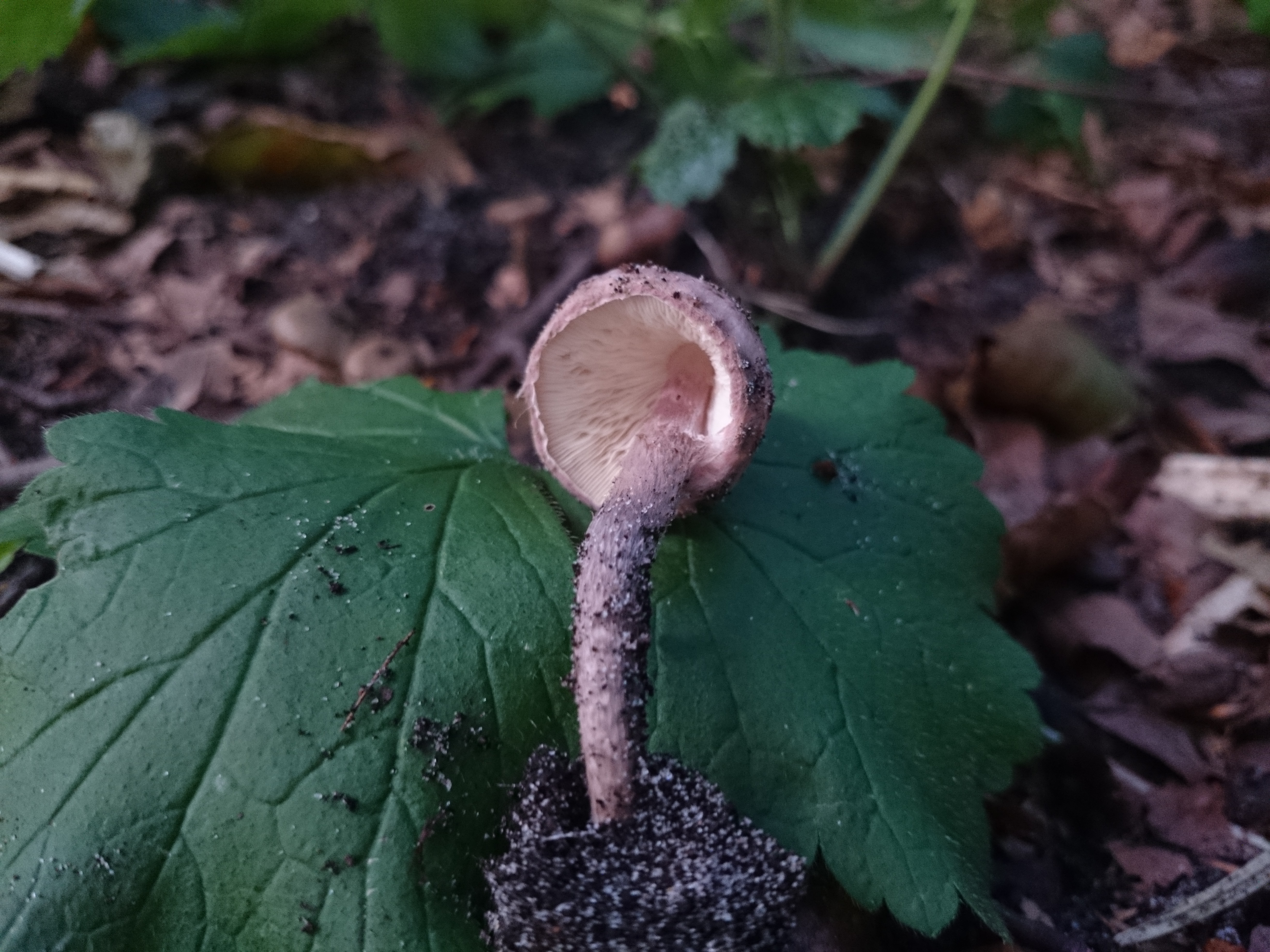